# Nagoć sawinowa

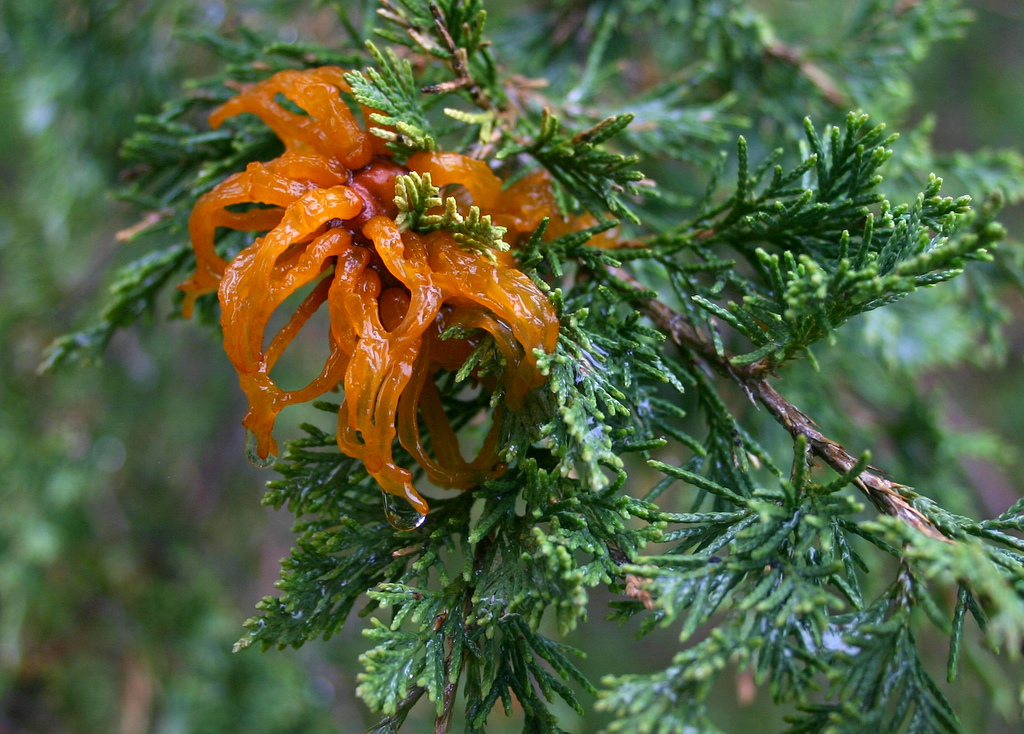
Telia na pędach jałowca sabińskiego

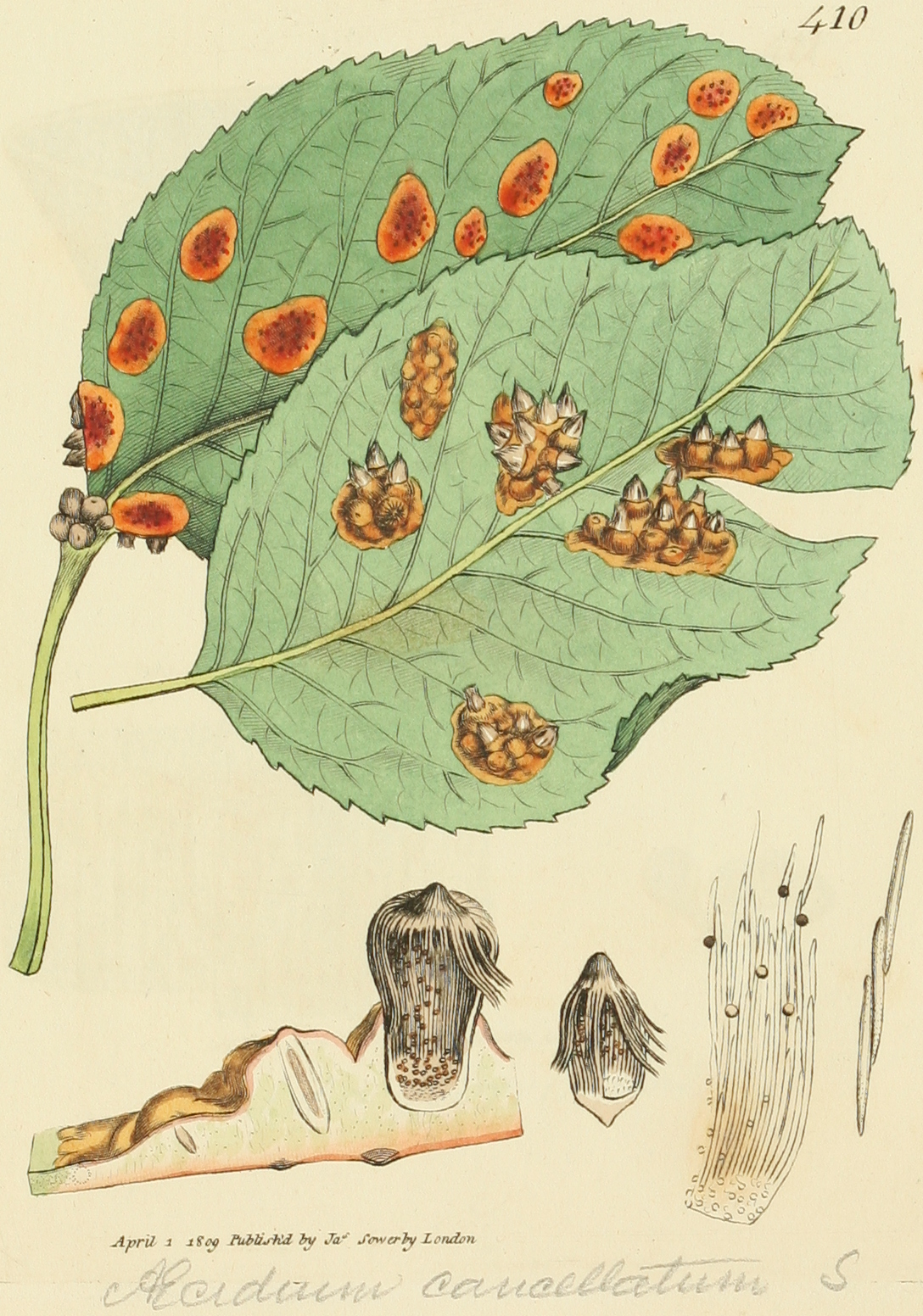
Cykl rozwojowy nagoci sawinowej

Nagoć sawinowa (Gymnosporangium sabinae (Dicks.) G. Winter) – gatunek grzybów z rzędu rdzowców (Pucciniales). Wywołuje chorobę zwaną rdzą gruszy.

## Systematyka i nazewnictwo
Pozycja w klasyfikacji według Index Fungorum: Gymnosporangium, Pucciniaceae, Pucciniales, Incertae sedis, Pucciniomycetes, Pucciniomycotina, Basidiomycota, Fungi.
Po raz pierwszy takson ten zdiagnozował w 1785 r. James Dickson, nadając mu nazwę Tremella sabinae. Do rodzaju Gymnosporangium przeniósł go w 1805 r. Candolle. Obecną, uznaną przez Index Fungorum nazwę nadał mu w 1884 r. Heinrich Georg Winter.
Synonimy:

- Aecidium cancellatum Pers. 1792
- Gymnosporangium fusc DC. 1805
- Gymnosporangium sabinae (Dicks.) G. Winter 1884 f. sabinae
- Podisoma juniperi-sabinae Fr. 1832
- Puccinia juniperi Pers. 1794
- Roestelia cancellata Rebent. 1804
- Tremella clavariiformis var. digitata (Hoffm.) Pers. 1801
- Tremella clavariiformis? digitata (Hoffm.) Pers. 1801
- Tremella digitata Hoffm. 1787
- Tremella fusca DC. 1806
- Tremella sabinae Dicks. 1785[3].

## Rozwój
Jest to pasożyt dwudomowy, czyli taki, który dla pełnego cyklu rozwojowego potrzebuje dwóch gatunków roślin żywicielskich: część rozwoju odbywa na jałowcu sabińskim, a część na gruszach. W rodzinie rdzowatych pełny cykl rozwojowy obejmuje wytwarzanie 5 rodzajów zarodników, G. sabinae wytwarza ich tylko 4 (brak urediniospor), jego cykl rozwojowy jest więc nieco uproszczony.
Zimuje w postaci grzybni na pędach jałowca. W Polsce żywicielem tego patogena jest tylko jałowiec sawiński, w innych rejonach może on pasożytować także na innych gatunkach jałowców, niewystępujących w Polsce. Wiosną na pędach jałowca z grzybni rozwijają się telia wytwarzające teliospory. W kwietniu teliospory kiełkują tworząc podstawki. Na podstawkach wytwarzane są drogą płciową bazydiospory dokonujące infekcji na liściach grusz. Przenoszone są przez wiatr na odległość do kilkuset metrów. W miejscach, w których bazydiospory wniknęły do liści grusz powstają pomarańczowe plamy z czarnymi punkcikami – są to spermogonia w których powstają spermacja. Na dolnej stronie liści rozwijają się pod plamami ecja wytwarzające bezpłciowo zarodniki zwane ecjosporami. Jesienią przenoszone przez wiatr ecjospory infekują pędy jałowca sabińskiego i w następnym roku po infekcji rozwijają się w nich teliospory.
Na pędach jałowca grzybnia G. sabinae może rozwijać się przez wiele lat i co roku wytwarzać nowe generacje teliów. Na liściach gruszy rozwija się tylko od wiosny do jesieni, ale w następnym roku liście mogą być zainfekowane nową generacją teliów. Brak urediniospor powoduje, że nie występują infekcje wtórne.

## Morfologia
Telia mają żółtą barwę, początkowo poduszeczkowaty, a później stożkowaty kształt i wysokość 4–7 mm. Brązowo pomarańczowe teliospory są 2-komórkowe. Mają rozmiar 38–51,5 × 18,5–25 μm i ścianki o grubości 1,5–2 μm. Stożkowate ecja mają wysokość do 3 mm i średnicę ok. 1 mm (przy podstawie). Ecjospory mają nieregularny, mniej więcej kulisty kształt i rozmiary 27–31× 19–27 μm. Podstawki 4-komórkowe.

## Gatunki podobne
W Polsce podobne plamy i rożkowate ecja na liściach jarzębiny tworzy nagoć rożkowata (Gymnosporangium cornutum), na liściach jabłoni nagoć trzęsakowata (Gymnosporangium tremelloides), a na liściach głogu Gymnosporangium confusum.